# News.am
نیوز. ای‌ام (News.am) (انگلیسی: News.am ارمنی: Լուրեր Հայաստանից) یک بنگاه خبری ارمنستانی که در سال ۲۰۰۹ تأسیس شده‌است و در شهر ایروان مستقر شده‌است. موضوعات اصلی این بنگاه خبری، اجتماعی، سیاسی و توسعه اقتصادی در جمهوری ارمنستان، جمهوری آرتساخ و دیاسپورای ارمنی در سرتاسر جهان می‌باشند. این بنگاه خبری همچنین بر موضوعات رویدادها، مشکلات و گرایش‌های منطقه قفقاز جنوبی تمرکز دارد. این بنگاه خبری به چهار زبان ارمنی، انگلیسی، روسی و ترکی استانبولی منتشر می‌شود